# 斯特凡诺·巴尔迪尼
斯特凡诺·巴尔迪尼（義大利語：Stefano Baldini，1971年5月25日—），出生于艾米利亚-罗马涅大区卡斯泰尔诺沃迪索托，意大利前男子马拉松运动员。他曾获得2004年夏季奥运会男子马拉松金牌。